# Erna
Erna je žensko osebno ime

## Slovenske različice
Ernesta, Ernestina, Ernica, Ernuša

## Tujejezične različice
Erntruda, Erna, Erne, Ernisa, Ernesta, Ernestina

## Izvor imena
Ime Erna izhaja iz nemškega imena Erna, Erne, ki je lahko skrajšana oblika Ernesta, Ernestina ali iz nemških zloženih imen, ki se začenjajo na Arn-, Ern-, npr. Arnfried, Ernfried itd. Sestavina Arn- v teh imenih izhaja iz starovisokonemške besede aro, arn.

## Osebni praznik
V koledarju je ime Erna uvrščeno k imenu Ernesta oziroma Ernest (12. januar, 7. november), k imenu Ernestina (14. april) ali k imenu Erntruda. Erna je ime svetnice Erbntrude (Erne), device ,god praznuje 11.septembra

## Pogostost imena
- Leta 1994 je bilo v Sloveniji  1066 nosilk imena Erna [3]
- Po podatkih Statističnega urada Republike Slovenije pa je bilo na dan 31. decembra 2007 v Sloveniji število ženskih oseb z imenom Erna: 986. Med vsemi ženskimi imeni pa je ime Erna po pogostosti uporabe uvrščeno na 183. mesto.[4]